# KOMPSAT-2
KOMPSAT-2 (acronyme de KOrean Multi-Purpose SATellite-2), appelé aussi Arirang-2 (en coréen : 아리랑 2호), est le deuxième satellite d'observation de la Terre sud-coréen. Il dispose d'une caméra multispectrale fournissant des images en panchromatique avec une résolution spatiale de 1 mètre. Il est placé en orbite en 2006 et sa mission s'achève le 31 octobre 2015. Mais toujours opérationnel, il est converti en un satellite de recherche et est utilisé pour la recherche et développement de la technologie de satellite de nouvelle génération, telle que la correction de trajectoire et les tests de qualité d'image jusqu'à la fin de sa vie.

## Historique
La Corée du Sud lance en 1995 son programme national de satellites d'observation de la Terre, KOMPSAT. L'objectif est fournir des services pour différentes applications de télédétection telles que la réalisation d'un système d'information géographique national, le contrôle de ses ressources agricoles et le suivi des désastres naturels. KOMPSAT-2 est le deuxième satellite du programme. Il est développé par l'Institut coréen de recherche aérospatiale (KARI) en collaboration avec EADS Astrium, pour prendre la suite du satellite KOMPSAT-1 lancé en 1999. KOMPSAT-2 est placé en orbite le 28 juillet 2006 par un lanceur russe Rokot qui décolle du cosmodrome de Plessetsk. La société Spot Image est le distributeur des images de KOMPSAT-2..

## Caractéristiques techniques du satellite
Le satellite KOMPSAT-2 ,construit par l'Institut coréen de recherche aérospatiale (KARI), utilise une plateforme qui est en grande partie un héritage du satellite KOMPSAT-1. Sa masse est de 800 kilogrammes. De forme cylindrique, il est haut de 2,6 mètres pour un diamètre de 1,85 mètre (diamètre hors tout en orbite avec les panneaux solaires déployés : 6,8 mètres). Le satellite est stabilisé sur 3 axes. Son orientation est déterminée à l'aide de viseurs d'étoiles, de capteurs solaires, de gyroscopes et d'une centrale à inertie. Les changements d'orientation sont réalisés à l'aide de roues de réaction et de magnéto-coupleurs. Une propulsion monergol utilisant de l'hydrazine (73 kg embarqués) en mode pression variable est utilisée pour désaturer les roues de réaction et modifier l'orbite. L'énergie est fournie par deux ensembles de panneaux solaires déployés en orbite. Ceux-ci utilisent des cellules photovoltaïques à l'arséniure de gallium qui produisent 955 watts en fin de vie. L'énergie est emmagasinée dans un accumulateur nickel-cadmium de 30 ampères-heures. La capacité de stockage des données à bord est de 96 gigabits. Les données sont transmises en bande S et en bande X avec une débit de 2 kilobit/s sur la liaison montante et de 1,5 mégabit/s sur la liaison descendante. La durée de vie est de 3 ans minimum.

## Orbite
KOMPSAT-2 décrit une orbite héliosynchrone quasi circulaire avec les paramètres :	
- Altitude d'opération : 685,13 km
- Inclinaison : 98,13°
- Période de révolution : 98,6 minutes
- Cycle orbital : 28 jours

### Charge utile
L’instrumentation embarquée est destinée à l’acquisition d'image en haute et très haute résolution sur une bande large (fauchée) de 15 km. La capacité d’acquisition est de 20 minutes par orbite, le satellite est programmable avec des angles de visée latérale de ± 30°. L'acquisition simultanée des images panchromatiques et multispectrales est possible. Les caractéristiques du radiomètre sont :
| mode           | canal | bande spectrale                  | résolution spatiale | emprise |
| -------------- | ----- | -------------------------------- | ------------------- | ------- |
| multispectral  | 1     | 0,45-0,52 mm (bleu)              | 4 m                 | 15 km   |
|                | 2     | 0,52-0,60 mm (vert)              | 4 m                 | 15 km   |
|                | 3     | 0,63-0,69 mm (rouge)             | 4 m                 | 15 km   |
|                | 4     | 0,76-0,90 mm (proche infrarouge) | 4 m                 | 15 km   |
| panchromatique | P     | 0,50-0,90 mm (noir et blanc)     | 1 m                 | 15 km   |

### Stations de réception au sol
Deux stations de réceptions assurent une livraison des images KOMPSAT-2 de 1 à 3 jours après l'acquisition et moins de 24 heures en Europe. La station de Daejeon en Corée du Sud, assure la programmation du satellite. La station de Toulouse en France est chargée de la mise au catalogue, de la production et de la livraison des images à ses clients.

## Intérêts et utilisations des images KOMPSAT-2
KOMPSAT-2 est conçu pour répondre aux applications de télédétection en très haute résolution (THR) :
- Aménagement : détection et identification d’éléments inférieurs à 1 m2 : véhicules mobiliers urbains, réseaux de voirie, buisson isolés.
- Agriculture : repérage de zones de maladies des cultures ou des arbres
- Urbanisme et démographie : localisation de constructions individuelles
- Défense : description de sites sensibles ou militaires
- Génie civil : tracés routiers, ferrés et oléoducs.